# Museu da Descoberta

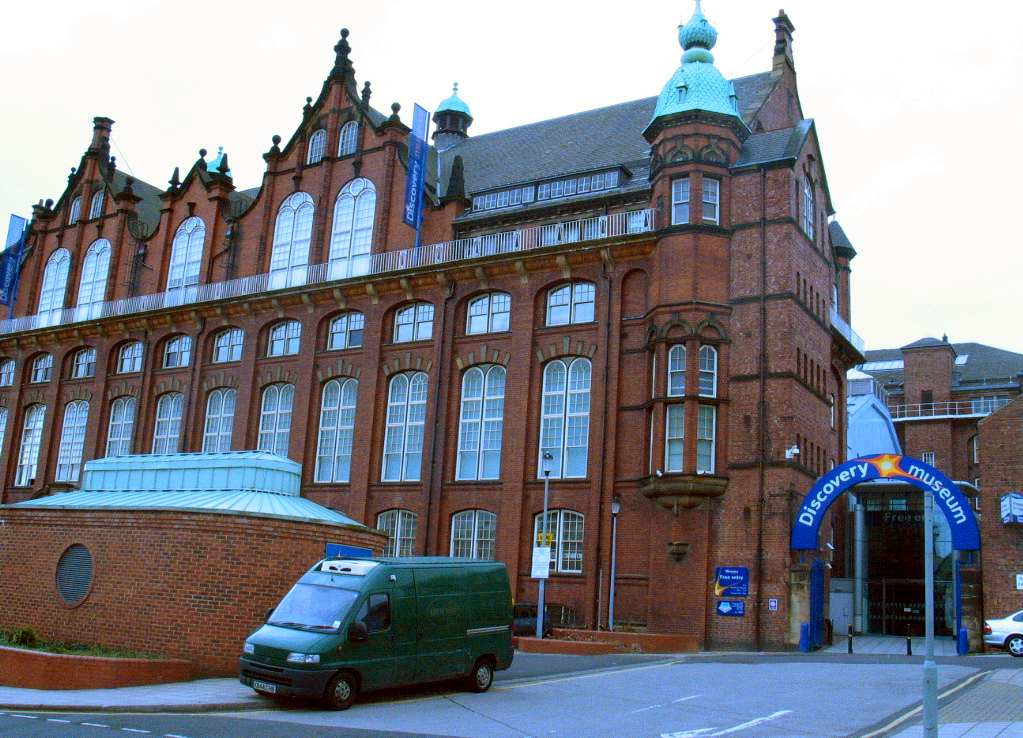
O Discovery Museum

O Discovery museum é um museu de ciência e um museu de história local situado na Blandford Square em Newcastle upon Tyne, Inglaterra. Ele tem varias exibições de história local, incluindo o navio Turbinia. Ele é administrado pela Tyne & Wear Archives & Museums.

## História
O Discovery Museum começou em 1934 como o Municipal Museum of Science and Industry. As coleções eram abrigadas em um pavilhão temporário construido para a Exibição da Costa Nordeste de 1929, em Exhibition Park, Newcastle.
As coleções e apresentações cresceram nos quarenta anos seguintes, até que o pavilhão temporário não atendia mais as necessidades do museu. Em 1978, o museu foi relocado para a Blandford House, que foi o centro da Co-operative Wholesale Society para a Região Norte. Projetado por Oliver, Leeson & Wood em 1899, o edifício foi o centro de distribução para mais de 100 armazéns Co-op pela região, e continha um espaço de depósito extensivo, além de escritórios.
O museu foi relançado como Discovery Museum em 1993 ao mesmo tempo que o Turbinia foi movido do Exhibition Park. Em 2004 a recuperação de £13 milhões do museu foi completada e no ano seguinte ela atraiu 450.000 visitantes.

## Exibições
O museu inclui o Turbinia, o barco de 31,93 m construído por Charles Algernon Parsons para testar as vantagens de usar a turbina à vapor para movimentar navios, que podia viajar a até 34 nós (39 mph ou 63 km/h). Ele também tem o museu regimental para os Light Dragoons e os Hussardos de Northumberland, explorando o lado humanmo de 200 anos de vida no exército. É um museu projetado para despertar o interesse tanto de crianças quanto adultos. Ele também tem exemplares das primeiras lâmpadas de Joseph Swan, que foram inventadas no Tyneside.